# Mirage (álbum de Armin van Buuren)
Mirage es el cuarto disco de estudio del DJ y productor holandés Armin van Buuren. Fue lanzado el 10 de septiembre de 2010.
Su promoción comenzó con el lanzamiento de su primer sencillo Full Focus, el 24 de junio de 2010. 
Al igual que su álbum predecesor, Imagine, fue producido por Armin en conjunto con el productor Benno de Goeij, conocido por sus producciones en el conjunto Rank 1.
Cuenta con la participación de músicos como Sophie Ellis-Bextor, Christian Burns, Nadia Ali, BT, Ferry Corsten, entre otros.
Además, el hermano de Armin, Eller van Buuren, fue convocado junto con su banda, Baggabownz, para grabar una parte del tema principal del álbum.
El álbum debutó en la tercera posición del ranking en Holanda, y en el número 148 en Estados Unidos en el ranking Billboard 200.

## Listado de temas
| N.º | Título                                            | Duración |  |
| 1.  | «Desiderium 207» (con Susana)                     | 2:08     |  |
| 2.  | «Mirage»                                          | 6:41     |  |
| 3.  | «This Light Between Us» (con Christian Burns)     | 5:09     |  |
| 4.  | «Not Giving Up on Love» (con Sophie Ellis-Bextor) | 2:52     |  |
| 5.  | «I Don't Own You»                                 | 6:46     |  |
| 6.  | «Full Focus»                                      | 4:41     |  |
| 7.  | «Take a Moment» (con Winter Kills)                | 5:02     |  |
| 8.  | «Feels So Good» (con Nadia Ali)                   | 3:57     |  |
| 9.  | «Virtual Friend» (con Sophie)                     | 7:11     |  |
| 10. | «Drowning» (con Laura V)                          | 2:45     |  |
| 11. | «Down to Love» (con Ana Criado)                   | 4:15     |  |
| 12. | «Coming Home» (con Eller van Buuren)              | 6:20     |  |
| 13. | «These Silent Hearts» (con BT)                    | 5:48     |  |
| 14. | «Orbion»                                          | 5:17     |  |
| 15. | «Minack» (con Ferry Corsten)                      | 6:43     |  |
| 16. | «Youtopia» (con Adam Young)                       | 3:59     |  |

| Bonus tracks para iTunes |                                                 |          |  |
| N.º                      | Título                                          | Duración |  |
| 17.                      | «Breathe in Deep» (con Fiora)                   | 6:10     |  |
| 18.                      | «Take Me Where I Wanna Go» (con VanVelzen)      | 7:21     |  |
| 19.                      | «I Surrender» (con Cathy Burton)                | 8:06     |  |
| 20.                      | «Love Too Hard» (con Jessie Morgan)             | 7:18     |  |
| 21.                      | «Virtual Friend (Mezcla acústica)» (con Sophie) | 3:55     |  |

## Armin Only: Mirage "The Music"
Con la salida de este disco, van Buuren lanza una nueva edición del Armin Only World Tour, bajo el nombre Mirage, con la participación de varios de los artistas que acompañaron a Armin en la producción de este nuevo CD.
El primer show de esta gira, fue el 13 de noviembre de 2010, en Jaarbeurs, Holanda, con una asistencia de más de 15000 personas, y la participación de la Metropole Orchestra de Holanda.
En esta gira, Armin va más allá de lo realizado con su anterior edición Imagine, haciendo escalas en los 5 continentes, en países como Ucrania, Argentina, Eslovaquia, Polonia, Rusia, Líbano y Australia, entre otros.